# Ghassan Hamdan
Ghassan Hamdan (También transliterado como Gassan Hamdan) es un becario iraquí, poeta y traductor.
Está notado para haber traducido poemas de poetas legendarios como Rumi, Forough Farrokhzad, Sohrab Sepehri y Ahmad Shamlou a la lengua de árabe.

## Primeros años y carrera
Nació en Bagdad (Irak) en 1973, y completó sus estudios entre Irán e Irak. Estudió Sociología en la Universidad de Teherán (Irán). Trabajó como profesor, escritor, traductor e investigador en los asuntos iraníes.
Trabajó como editor de contenidos para programas culturales y políticos, programas televisivos en varios canales como (Alan, NationalGeographic, La televisión iraní, Beladi, y otros).

## Publicaciones[7]
Es autor de una novela, "Remora", publicado en 2015. 
Publicado una colección de poemas pequeña, “ sea una mañana oriental ”, en 2021.
Traducido muchos libros persas a árabe, incluyendo:
- ‘Sólo el sonido queda', Forough Farrokhzad. Almada, 2003.
- ‘El viajero', SohrabSepehri. Ministerio de cultura sirio, 2007.
- ‘Khomeini  poemas'. Kewan Y Tanweer. 2007
- ‘Pensamiento quieto de aquel cuervo', Ahmad Shamlou. Ministerio de cultura sirio, 2009.
- ‘Cónyuge americano', Jalal Al-e-Ahmad. Ministerio de cultura sirio, 2010.
- ‘Sus ojos', Bozorg Alavi. Sirio minis de cultura. 2010
- ‘Teherán … la luz oscura', Amir Hassan Cheheltan. Al-Rabee'aAl-Arabi, Egipto, 2014.
- ‘Expedición islámica a Francia y el mito de creación', Sadegh Hedayat. Al-Jamal, Líbano, 2014.
- ‘La ciénaga', Ja'lejano Modarres-Sadegh. Al-Jamal, Líbano, 2017.
- ‘La cara de Dios', Mostafa Mastoor. Al-Tanweer, Egipto, 2014.
- ‘La armonía nocturna', Reza Ghassemi. Al-Rabee'aAl-Arabi, Egipto, 2015.
- Omar Khayyam  poemas. Al-Jamal, Líbano, 2017.
- Colección llena de Sadegh Hedayat. Al-Jamal, Líbano, 2017.
- ‘El hueso del cerdo', Mostafa Mastoor. Al-Tanweer, Egipto, 2017.
- ‘Azul', ‘Gris', ‘Black', Hamid Mosadegh. Al-Darawesh, Bulgaria, 2018.
- Colección llena de poema, SohrabSepehri. Al-Rafidain, Líbano, 2018.
- ‘Qué una decepción, Mulla Omer', Asef Soltanzadeh. Al-Rafidain, Líbano, 2018.
- ‘Mundial  última granada restante', Bachtyar Ali. Al-Khan, Kuwait, 2019.
- ‘Una mujer en Estambul', Ali AsgharHaqdar. Athar, Arabia Saudí, 2019
- ‘En el mismo tiempo', Mohammed QassemZadeh. Al-Khan, Kuwait, 2019.
- ‘Historias y mitos iraníes', Mohammed QassemZadeh. Al-Khan, Kuwait, 2019.
- ‘Vendedor de sueños', Mohammed QassemZadeh. Al-Khan, Kuwait, 2020.
- ‘La camisa del martes: novelas iraníes escogidas', Tarjman, Kuwait, 2020.
- ‘Dr. N encanta su mujer más de Mossadegh', ShahramRahimian. Sual, Líbano, 2020.
- ‘Nun wa'l qalam', Jalal Al-e Ahmad. Al-Tanweer, Egipto, 2020.
- Letras de filosofía de Mulla Sadra. Al-Jamal, Líbano, 2020
- ‘Qabsat', Mir Damad. Al-Jamal, Líbano, 2020
- ‘El afgano', Arif Farman. Khotot, Jordania, 2020.
- ‘El viento nos llevará', Abbas Kiarostami. Al-Jamal, Líbano, 2020.
- ‘La historia de panales', Jalal Al-e Ahmad. Al-Jamal, Líbano, 2020.
- ‘Maw'oda', Mohammad Hussain Mohamadi. Al-Jamal, Líbano, 2020.
- ‘El castillo y los perros de mi padre', Shirzad Ahmad. (Publicación pendiente).
- ‘Este perro quiere comer Roxana', QassimKashkoli. (Publicación pendiente).

Traducido varias novelas de árabe a persas:
- ‘Bab Al-Abd', AdhamAl-Aboudi. Ejaz, Teherán.
- ‘Bagdad mortuary', BurhanShawi. Butimar, Teherán.
- ‘Khan Al-Shabender', Mohammad Hayawi. Mahri, Londres.
- ‘Ejam', Sinan Antoon.
- ‘Familiar  invierno', Ali Bader.
- ‘Bagdad  infidel', JaaferRajab.
- ‘La cabeza de la estatua', Hassan Al-Fartoosi.
- ‘Samahain', Abdelaziz Baraka Sakin
- ‘El villorio que despierta tarde', MamdouhAdwan.
- Seleccionó poemas de Muhammad al-Maghut, Marwarid Publicando, Teherán.
- Ghassan Kanafani  letras a Ghada al-Samman. Sada Publicando, Teherán.